# Patricia Rossi
Pour les articles homonymes, voir Rossi.
 (mars 2024).
Il peut être nécessaire de l'améliorer pour respecter le principe de neutralité de point de vue. Veuillez consulter la page de discussion pour plus de détails.

 (février 2024).
Causes possibles :
- Rédaction non-neutre car ne respectant pas la synthèse équilibrée attendue.
- Plan structurant la page comme une brochure promotionnelle ou une plaquette institutionnelle.
- Nombreuses informations sans réelle pertinence encyclopédique et pourtant montées en épingle. Ceci peut notamment se faire en recourant à des sources primaires ou non centrées, ou encore à un « cherry picking » des sources ; dans certains cas, cette utilisation des sources peut même donner lieu à une « synthèse inédite ».

Rappel : la pertinence des informations est à démontrer par des sources secondaires indépendantes et de qualité traitant le sujet.
Patricia Rossi est une surfeuse professionnelle des années 1990, reconvertie dans le journalisme dans les années 2000, puis dans l'entreprenariat dans les années 2010.

## Biographie
Installée en Polynésie depuis 1979, elle se passionne pour la natation et l'athlétisme jusqu'à ses 12 ans, puis se concentre sur le surf en 1989. Après un premier titre, le championnat scolaire de surf, elle obtient de multiples  titres au niveau local, national et international.

## Carrière sportive
À Tahiti, Patricia Rossi a dominé le circuit polynésien durant près de 20 ans. Elle a été 20 fois championne de Polynésie, 8 fois vainqueur de la Taapuna Master, et 14 fois vainqueur du Horue Papara. Elle remporte une médailles d'or aux Jeux du Pacifique Sud, ainsi que l'or aux Océanias. Elle est championne du circuit français durant 3 ans, vice championne d'Europe en 1998 et 1999, et championne d'Europe en 2000, vainqueur du circuit américain de 1995 à 1997, détentrice de plusieurs titres internationaux sur le circuit professionnel mondial féminin, et enfin 3e aux championnats du monde Master à Panama de 2011.
Elle participe au documentaire De mer en filles, le surf polynésien au féminin, film hors compétition en 2023 au Festival International du Film documentaire Océanien.

## Palmarès professionnel
- Championne du circuit EPSA (Professionnel Européen) en 2000 et 2001[5],[6]
- Vice-Championne du circuit EPSA (Professionnel Européen) en 1997, 1998 et 1999[5]
- 1re au Rusty Maider Arostegui, Biarritz, France en 1990,1991 et 1992
- 1re au Bud Surf Tour (WQS), Seaside Reef, États-Unis en 1992
- 2e au OP Pro (WQS), Haleiwa, Hawaï en 1996
- 1re au Clarion Pro WQS, Oceanside, États-Unis en 1997
- 2e  Wahine  Trustles WQS, Californie, États-Unis  1997
- Vainqueur du championnat US en 1997
- 3e au Bodyglove Pro, Turstles, Californie en 2000
- Vainqueur de la Volcom Pro en 2007
- 2007 : Médaille d’or aux  XIIIe Jeux du Pacifique Sud à Samoa[5]
- 2007 : Médaille d’or Aux Océanias en Nouvelle Calédonie[5]
- 2008 :Médaille d’argent Aux Océanias à Tahiti[5]
- 2009 : Vainqueur de l’Extrême Challenge Papara et Papenoo
- 2010 : Vainqueur de l’extrême Challenge Papara
- 2010 : Médaille de bronze ISA World Championship Master (Santa Catalina - Panama)[7],[8],[9]
- 2011 : Médaille d'argent en longboard aux Jeux du Pacifique de 2011 à Nouméa[10],[11]
- 2013 : Médaille d'argent au Surf-ISA World Kneeboard Championship 2013[12],[7]
- 2023 : Championne Master au ROXY Vahine CUP Papara (Tahiti)[13],[14],[15]
- 2024 : 5e aux championnats du monde Master ISA en 40+ et 50+[16]